# مات كيني
مات كيني (بالإنجليزية: Matt Kinney)‏ هو لاعب كرة قاعدة أمريكي، ولد في 16 ديسمبر 1976 في بانجور في الولايات المتحدة.

## وصلات خارجية
- مات كيني على موقع الدوري الياباني لكرة القاعدة (الإنجليزية)
- مات كيني على موقعبيزبول رفرنس.كوم (الدوري الرئيسي) (الإنجليزية)
- مات كيني على موقعبيزبول رفرنس.كوم (الدوري الثانوي) (الإنجليزية)
- مات كيني على موقع مشجعي الرسوم البيانية (الإنجليزية)